# Gerard Mom
Gerhardus Johannes Hermanus Maria (Gerard) Mom (24 maart 1950 − 21 juli 2018) was een Nederlands docent en deskundige op het gebied van het auteursrecht en industriële eigendom.

## Biografie
Mom studeerde Nederlands recht aan de Rijksuniversiteit Leiden. Vanaf 1974 was hij docent aan de Universiteit van Amsterdam. Hij doceerde auteursrecht en het recht van de industriële eigendom aan het Instituut voor Informatierecht aan de UvA, tot aan 2013. In 1990 promoveerde hij aan zijn Universiteit van Amsterdam op Kabeltelevisie en auteursrecht. Hij was redactielid van AMI, tijdschrift voor Auteurs-, Media- en Informatierecht en bestuurslid van de Stichting Auteursrechtmanifestaties. Hij gold als internationaal deskundige op dat terrein, heeft talloze studenten onderwezen op zijn vakgebied en had grote invloed daardoor en door het redigeren van juridische handboeken op zijn vakgebied die verschenen bij de gerenommeerde juridische uitgeverijen als Kluwer en Samsom.
Dr. G.J.H.M. Mom overleed op 21 juli 2018.

### Eigen werk
- Kabeltelevisie en auteursrecht. De auteursrechtelijke problemen rond kabeltelevisie. Lelystad, 1990 (proefschrift).
- Auteursrecht in theorie en praktijk. Utrecht, 1992.
- Informatie over auteursrecht. Auteursrecht aspecten. Amstelveen, 1992 en 1996².
- Auteursrecht. Alphen aan den Rijn, 1997.
- Modellenrecht. Alphen aan den Rijn, 1998.

### Redactie
- Het werkgeversauteursrecht. Kan de werkgever het maken? Deventer, 1992.
- Rechtspraak media- en informatierecht. Nijmegen, 1996.
- Intellectual property and information law. Essays in honour of Herman Cohen Jehoram. Den Haag, 1998.
- Auteursrecht, naburige rechten en databankenrecht. Nationaal, internationaal, Europees. Deventer, 2002 en 2005².